# Zespół Parlamentarny ds. Zbadania Przyczyn Katastrofy Tu-154M z 10 kwietnia 2010 roku
Zespół Parlamentarny ds. Zbadania Przyczyn Katastrofy Tu-154M z 10 kwietnia 2010 roku – polska grupa parlamentarna zrzeszająca posłów i senatorów zainteresowanych wyjaśnieniem przyczyn i okoliczności katastrofy polskiego Tu-154 w Smoleńsku z 10 kwietnia 2010 oraz udzieleniem pomocy rodzinom ofiar. W jej skład do 2015 wchodziło 46 posłów PiS, dwóch Solidarnej Polski i jeden Ruchu Palikota.
Zespół został powołany 7 lipca 2010 na podstawie art. 17 ust. 1 i 3 ustawy z 9 maja 1996 o wykonywaniu mandatu posła i senatora oraz art. 8 ust. 6 i 7 Uchwały Sejmu Rzeczypospolitej Polskiej z 30 lipca 1992 Regulamin Sejmu Rzeczypospolitej Polskiej i art. 21 ust. 6 Regulaminu Senatu Rzeczypospolitej Polskiej.
Zespół przyjął regulamin. Zgodnie z nim Zespół tworzą dobrowolnie posłowie i senatorowie z własnej woli, którzy są zainteresowani wyjaśnieniem przyczyn i okoliczności katastrofy smoleńskiej i pomocą rodzinom ofiar (§ 1, pkt. 2, 4). Celami prac Zespołu jest koordynowanie prac Sejmu i Senatu zgodnie z ustawą o wykonywaniu mandatu posła i senatora zmierzających do uzyskania wyjaśnień przyczyn i okoliczności katastrofy, a ponadto zmierzających do upamiętnienia ofiar i pomocy ich rodzinom oraz inicjowanie zmian prawnych stanowiących element zapobiegania podobnym wypadkom (§ 1, pkt. 3). Za zadania Zespołu przyjęto współpracę z komisjami sejmowymi i senackimi w zakresie kwestii dotyczących katastrofy, nawiązywanie i utrzymywanie kontaktów z instytucjami odpowiedzialnymi za prowadzenie postępowań w sprawie katastrofy, uczestnictwo w obchodach i uroczystościach organizowanym celem upamiętnienia ofiar katastrofy oraz przedstawienie opinii publicznej wyników prac Zespołu (§ 2).
Kierowania pracami Zespołu podjęło prezydium liczące pięć osób, w tym przewodniczący, dwóch wiceprzewodniczących i sekretarz (§ 3). Zespół podjął pracę na posiedzeniach, w obradach których mogli uczestniczyć zainteresowani parlamentarzyści oraz zaproszeni eksperci i goście (§ 4). Przewodniczącym Zespołu został od początku istnienia Zespołu poseł Antoni Macierewicz.
W latach 2010–2011 do zakończenia VI kadencji Sejmu RP odbyło się 21 posiedzeń Zespołu. W trakcie VII kadencji Zespół obradował na 56 posiedzeniach (do grudnia 2014).
Zespół zapoczątkował publikowanie dokumentów zawierających wyniki swoich prac i ustaleń: w czerwcu 2011 została wydana „Biała księga”, we wrześniu 2012 opublikowano raport pt. „28 miesięcy po Smoleńsku”, w kwietniu 2013 „Raport smoleński – stan badań”, 10 kwietnia 2014 „Cztery lata po Smoleńsku. Jak zginął Prezydent RP”, 5 grudnia 2014 „Śledztwo rosyjskiego rządu Władimira Putina w sprawie katastrofy polskiego samolotu rządowego w Smoleńsku 10 kwietnia 2010 r.”.

## Skład Zespołu w VII kadencji Sejmu
Od 2010 do 2011 w składzie Zespołu zasiadali posłowie Sejmu RP VI kadencji i senatorowie VII kadencji. Od 2011 w Zespole zasiadają posłowie Sejmu RP VII kadencji i senatorowie VIII kadencji. W grudniu 2014 skład zespołu liczył 98 parlamentarzystów, w tym 86 posłów i 12 senatorów.

1. pos. Antoni Macierewicz (PiS) – przewodniczący
2. sen. Stanisław Karczewski (PiS) – wiceprzewodniczący
3. pos. Stanisław Piotrowicz (PiS) – wiceprzewodniczący
4. pos. Andrzej Adamczyk (PiS) – członek prezydium
5. pos. Elżbieta Kruk (PiS) – członek prezydium
6. pos. Maciej Łopiński (PiS) – członek prezydium
7. pos. Krzysztof Szczerski (PiS) – członek prezydium
8. pos. Jacek Świat (PiS) – członek prezydium
9. pos. Adam Abramowicz (PiS)
10. pos. Waldemar Andzel (PiS)
11. pos. Jan Krzysztof Ardanowski (PiS)
12. pos. Iwona Arent (PiS)
13. pos. Marek Ast (PiS)
14. pos. Piotr Babinetz (PiS)
15. pos. Barbara Bartuś (PiS)
16. pos. Dariusz Bąk (PiS)
17. pos. Włodzimierz Bernacki (PiS)
18. pos. Andrzej Bętkowski (PiS)
19. pos. Mariusz Błaszczak (PiS)
20. sen. Przemysław Błaszczyk (PiS)
21. sen. Grzegorz Czelej (PiS)
22. pos. Piotr Ćwik (PiS)
23. sen. Wiesław Dobkowski (PiS)
24. pos. Leszek Dobrzyński (PiS)
25. pos. Zbigniew Dolata (PiS)
26. pos. Jan Dziedziczak (PiS)
27. pos. Tadeusz Dziuba (PiS)
28. pos. Jacek Falfus (PiS)
29. sen. Mieczysław Gil (PiS)
30. pos. Szymon Giżyński (PiS)
31. pos. Kazimierz Gołojuch (PiS)
32. pos. Małgorzata Gosiewska (PiS)
33. pos. Artur Górski (PiS)
34. pos. Józefa Hrynkiewicz (PiS)
35. pos. Michał Jach (PiS)
36. sen. Jan Maria Jackowski (PiS)
37. pos. Wiesław Janczyk (PiS)
38. pos. Wojciech Jasiński (PiS)
39. pos. Krzysztof Jurgiel (PiS)
40. pos. Tomasz Kaczmarek (PiS / niezrz.)
41. pos. Jarosław Kaczyński (PiS)
42. pos. Mariusz Kamiński (PiS)
43. pos. Mariusz Antoni Kamiński (PiS / niezrz.)
44. pos. Sławomir Kłosowski (PiS)
45. pos. Lech Kołakowski (PiS)
46. pos. Robert Kołakowski (PiS)
47. pos. Bartosz Kownacki (PiS)
48. pos. Marek Kuchciński (PiS)
49. pos. Adam Kwiatkowski (PiS)
50. pos. Krzysztof Lipiec (PiS)
51. pos. Marek Łatas (PiS)
52. pos. Marzena Machałek (PiS)
53. pos. Ewa Malik (PiS)
54. sen. Marek Martynowski (PiS)
55. pos. Marcin Mastalerek (PiS)
56. pos. Jerzy Materna (PiS)
57. pos. Marek Matuszewski (PiS)
58. pos. Krzysztof Michałkiewicz (PiS)
59. pos. Kazimierz Moskal (PiS)
60. pos. Piotr Naimski (PiS)
61. pos. Maria Nowak (PiS)
62. pos. Marek Opioła (PiS)
63. sen. Bohdan Paszkowski (PiS)
64. pos. Krystyna Pawłowicz (PiS)
65. pos. Stanisław Pięta (PiS)
66. pos. Marek Polak (PiS)
67. pos. Piotr Polak (PiS)
68. pos. Krzysztof Popiołek (SP)
69. pos. Marek Poznański (RP)
70. sen. Zdzisław Pupa (PiS)
71. pos. Elżbieta Rafalska (PiS)
72. pos. Małgorzata Sadurska (PiS)
73. sen. Janina Sagatowska (PiS)
74. pos. Jacek Sasin (PiS)
75. pos. Jerzy Sądel (PiS)
76. pos. Grzegorz Schreiber (PiS)
77. pos. Dariusz Seliga (PiS)
78. pos. Edward Siarka (SP)
79. sen. Wojciech Skurkiewicz (PiS)
80. pos. Kazimierz Smoliński (PiS)
81. pos. Anna Sobecka (PiS)
82. pos. Krzysztof Sońta (PiS)
83. pos. Marek Suski (PiS)
84. pos. Wojciech Szarama (PiS)
85. pos. Jolanta Szczypińska (PiS)
86. pos. Stanisław Szwed (PiS)
87. pos. Jan Szyszko (PiS)
88. pos. Krzysztof Tchórzewski (PiS)
89. pos. Robert Telus (PiS)
90. pos. Jan Tomaszewski (PiS / niezrz.)
91. pos. Jan Warzecha (PiS)
92. sen. Grzegorz Wojciechowski (PiS)
93. pos. Michał Wojtkiewicz (PiS)
94. pos. Anna Zalewska (PiS)
95. pos. Sławomir Zawiślak (PiS)
96. pos. Kazimierz Ziobro (SP)
97. pos. Maria Zuba (PiS)
98. pos. Jerzy Żyżyński (PiS)

Byli członkowie
- sen. Bolesław Piecha (PiS), do wygaśnięcia mandatu 24 kwietnia 2013, ponownie do wygaśnięcia mandatu 25 maja 2014
- sen. Beata Gosiewska (PiS), do wygaśnięcia mandatu 25 maja 2014
- pos. Andrzej Duda (PiS) – członek prezydium, do wygaśnięcia mandatu 27 maja 2014
- pos. Anna Fotyga (PiS) – członek prezydium, do wygaśnięcia mandatu 27 maja 2014
- pos. Zbigniew Kuźmiuk (PiS), do wygaśnięcia mandatu 27 maja 2014
- pos. Stanisław Ożóg (PiS), do wygaśnięcia mandatu 27 maja 2014
- pos. Jadwiga Wiśniewska (PiS), do wygaśnięcia mandatu 27 maja 2014
- pos. Kosma Złotowski (PiS), do wygaśnięcia mandatu 27 maja 2014
- pos. Jarosław Rusiecki (PiS), do wygaśnięcia mandatu 10 września 2014
- pos. Izabela Kloc (PiS), do wygaśnięcia mandatu 10 września 2014

## Eksperci i goście Zespołu
Jako eksperci Zespołu funkcjonowali dr Wiesław Binienda, dr Kazimierz Nowaczyk, dr Grzegorz Szuladziński, dr Wacław Berczyński.
Ponadto swoich opinii udzielali Zespołowi m.in. Harvey Kushner, dr Michael Baden (23 marca 2012), kmdr Wiesław Chrzanowski, Glenn A. Jørgensen, dr Chris Cieszewski, którzy nie zostali formalnie stałymi ekspertami zespołu, mimo że tak byli określani w mediach.
W posiedzeniach Zespołu brał udział m.in. por. Artur Wosztyl, pilot samolotu Jak-40, obecnego nieopodal miejsca katastrofy 10 kwietnia 2010.
W obradach Zespołu jako goście i zabierający głos uczestniczyły rodziny ofiar katastrofy oraz reprezentujący je pełnomocnicy prawni.